# Crotaphatrema
Crotaphatrema és un gènere d'amfibis gimnofions de la família dels cecílids endèmiques del sud-oest de Camerun. Consta de tres espècies:
| Espècie                                        | Descripció | Hàbitat | Estat de conservació |
| ---------------------------------------------- | --- | --- | --- |
| Crotaphatrema bornmuelleri (Werner, 1899)      | | Boscos secs tropicals o subtropicals, plantacions, jardins rurals i zones prèviament boscoses ara molt degradades. | Dades insuficients (DD). L'espècie no ha estat vista des que fou descrita a finals del segle xix pel zoòleg austríac Franz Werner a partir d'un exemplar trobat a Limbe.                                              |
| Crotaphatrema lamottei (Nussbaum, 1981)        | | Montans secs, jardins rurals i zones prèviament boscoses ara molt degradades.                                      | Dades insuficients (DD). Entre el 2006 i el 2008 es capturaren diversos exemplars d'aquesta espècie que proporcionaren molta informació als científics sobre les seves característiques morfomètriques i merístiques. |
| Crotaphatrema tchabalmbaboensis (Lawson, 2000) | Té una gran proximitat genètica i morfològica a Crotaphatrema lamottei. Es diferencia de les altres dues espècies que formen el gènere per la presència de solcs transversals als collars, un patró de color lateral serrat i altres caràcters morfològics. | Montans secs i prades tropicals o subtropicals a gran altitud.                                                     | Dades insuficients (DD). |

## Publicació original
- Nussbaum, 1985 : Systematics of caecilians (Amphibia: Gymnophiona) of the family Scolecomorphidae. Occasional Papers of the Museum of Zoology, University of Michigan, núm. 713, p. 1-49 (Text complet).